# Čelkova Lehota
Čelkova Lehota (bis 1927 slowakisch „Čelko Lehota“; ungarisch Cselkószabadja – bis 1907 Cselkólehota) ist eine Gemeinde in der Nordwestslowakei mit 160 Einwohnern (Stand 31. Dezember 2024) und gehört zum Okres Považská Bystrica, einem Kreis des Trenčiansky kraj (Trentschiner Landschaftsverband).

## Geographie
Die Gemeinde befindet sich im Gebirge Strážovské vrchy (Rajetzer Berge) in einem kleinen Talkessel am Oberlauf des Baches Domanižanka im Einzugsgebiet der Waag. Das Ortszentrum liegt auf einer Höhe von 444 m n.m. und ist 17 Kilometer von Považská Bystrica (Waagbistritz) entfernt.
Nachbargemeinden sind Domaniža im Norden, Sádočné im Osten, über ein Viereck Fačkov im Südosten, Čičmany im Süden und Pružina (Hauptort und Ortsteil Briestenné) im Westen.

## Geschichte
Čelkova Lehota wurde nach deutschem Recht im frühen 14. Jahrhundert gegründet und zum ersten Mal 1471 als Chelkwa Lehota schriftlich erwähnt und erhielt seinen Namen nach der Familie Čelko. Das Dorf war Besitz der örtlichen Gutsherren sowie vorübergehend, während der Herrschaft der Familie Podmaniczky, des Herrschaftsgebiets Waagbistritz. 1784 hatte die Ortschaft 19 Häuser, 21 Familien und 130 Einwohner, überwiegend Angehörige des Landadels, 1828 zählte man 20 Häuser und 192 Einwohner, die als Landwirte und Holzhändler beschäftigt waren.
Bis 1918 gehörte der Ort im Komitat Trentschin zum Königreich Ungarn und kam danach zur Tschechoslowakei beziehungsweise heute Slowakei. Von 1979 bis 1990 war Čelkova Lehota Teil der Gemeinde Domaniža.

## Bevölkerung
| Jahr                | 1994 | 2004    | 2014    | 2024     |
| ------------------- | ---- | ------- | ------- | -------- |
| Anzahl der Personen | 139  | 146     | 141     | 160      |
| Unterschied         |      | +5,03 % | −3,42 % | +13,47 % |

| Jahr                | 2023 | 2024    |
| ------------------- | ---- | ------- |
| Anzahl der Personen | 157  | 160     |
| Unterschied         |      | +1,91 % |

Gemäß der Volkszählung 2011 wohnten in Čelkova Lehota 136 Einwohner, alle davon Slowaken.
131 Einwohner bekannten sich zur römisch-katholischen Kirche. Vier Einwohner waren konfessionslos und bei einem Einwohner wurde die Konfession nicht ermittelt.

## Bauwerke und Denkmäler
- Glockenturm in Blockbauweise aus dem Jahr 1807